# Celtis rigescens
Celtis rigescens är en hampväxtart som först beskrevs av Friedrich Anton Wilhelm Miquel, och fick sitt nu gällande namn av Jules Émile Planchon. Celtis rigescens ingår i släktet Celtis och familjen hampväxter. Inga underarter finns listade i Catalogue of Life.